# Pontevedra
Pontevedra je glavni grad istoimene španjolske pokrajine Pontevedra, smješten na jugu Galicije, na sjeverozapadu Španjolske. Prema popisu iz 2020. ima 83.260 stanovnika.

## Vanjske poveznice
- Službena stranica (glg.) (šp.) (engl.) (fr.)

### Ostali projekti
|  | Zajednički poslužitelj ima još gradiva o temi Pontevedra |